# Juan Martín Echaide Aldaz
Juan Martín Echaide Aldaz (Gascue, 16 de noviembre de 1799 – 24 de mayo de 1858) fue un arriero que intervino como mediador entre las dos máximas autoridades de los ejércitos en contienda durante la primera guerra carlista. El tratado de paz del 29 de agosto de 1839, puso fin a una de las guerras más cruentas de la España del siglo XIX.

## Biografía
Hijo de Pedro Juan de Echaide Aizcorbe, de profesión arriero, natural de Berasáin (municipio Atez) y Juana Martina Aldaz, natural de Guelbenzu, (municipio de Odieta). Nace en Gascue (municipio de Odieta, comarca de Ultzamaldea) el 16 de noviembre de 1799.
La familia se traslada a Elso y se asienta en la casa Perutxena. El 26 de febrero de 1824, Juan Martín se casa en primeras nupcias con Francisca Ygnacia Elso, de la casa Sorozabala ubicado en el pueblo de Elso. De este matrimonio nacen cinco descendientes. Al fallecer su esposa en 1834, se traslada a Bargota. Contrae segundo matrimonio con Francisca Zúñiga Vicente el 25 de diciembre de 1835 y con ella tuvo otros cinco hijos.
Su oficio de arriero le permite realizar transacciones comerciales por gran parte de la península y por el país vecino, Francia, siendo conocido como “el arriero de Bargota”.

### Mediador
Durante la primera guerra carlista Juan Martín abastece a ambos ejércitos en contienda, atravesando el frente de guerra con total inmunidad. Al ser conocido y apreciado por los altos mandos militares, se presta a la petición de Baldomero Espartero de comunicar sus deseos de paz al general Rafael Maroto, prometiéndole compensar los gastos ocasionados por sus servicios. De este modo, Juan Martín se convertirá en el mensajero que dará los primeros pasos para que el 29 de agosto de 1839 pueda firmarse el Convenio de Vergara. 
Tras la firma de la paz, un grupo numeroso de carlistas se declara en rebeldía. Juan Martín, temiendo por su vida, se traslada a Madrid donde se dedicará durante años a reclamar ante las Cortes el pago prometido a sus servicios.
Cansado de tanta promesa, y sabiendo que sus intervenciones en el Convenio de Vergara estaban siendo tergiversadas, diez años después del “Abrazo” entre los dos generales publica las memorias sobre su mediación en estos acontecimientos. El escrito lleva por título: Reseña histórica sobre los preliminares del Convenio de Vergara. Está dirigido a las Cortes del Reino. Salió a venta pública, llegándose a imprimir una segunda edición.
No hay constatación de que Juan Martín recibiera el pago prometido. Las resoluciones de las Cortes y la Orden Real firmada por la reina Isabel II, el 25 de mayo de 1845, más los numerosos escritos publicados en la prensa parecen indicar que las promesas se cumplirían. Sin embargo, en 1849, Martín escribe sus memorias con la doble finalidad de aclarar su intervención en los inicios del Convenio de Vergara y de solicitar la indemnización correspondiente que aún no había recibido.

## Fallecimiento
Fallece el 24 de mayo de 1858, de muerte sobrevenida, en uno de sus viajes a Madrid.

## Legado
Benito Pérez Galdós, cincuenta y nueve años después de la defunción de Juan Martín, publica “Vergara”, tomo XXVII de su obra magna “Episodios Nacionales” en la que el escritor realiza numerosas referencias a sus andanzas. Sin embargo, el personaje que describe Galdós poco tiene en común con el que se puede deducir a través de la Reseña histórica que escribe Juan Martín, así como de otros escritos de la época que le refieren. Parece claro que el ilustre novelista desconoce las memorias que Juan Martín publicó en las que se detallan sus intervenciones en el proceso de paz. Las características que presenta del conocido arriero son las propias de un personaje pintoresco, aventurero y romántico que le sirve para dar color e interés a la novela de Vergara pero que poco tienen que ver con la persona que fue Juan Martín Echaide.
A lo largo de los años pueden encontrarse numerosos escritos que reseñan la intervención de Juan Martín en los procesos de paz. En su época, la prensa nacional y extranjera se hicieron eco de la importancia y el riesgo de sus operaciones. 
El año 2019, el ayuntamiento navarro de Bargota decide volver a publicar la reseña histórica, añadiendo las páginas que le dedica Antonio Pirala Criado en su Historia de la guerra civil y los partidos liberal y carlista, con prólogo de Jesús Ángel Fernández Arrieta. El día 14 de agosto del mismo año tuvo lugar la presentación del libro en la biblioteca pública de Bargota para dar a conocer a los vecinos la valentía, el tesón y la integridad de tan ilustre personaje. Precisamente en esos días se conmemoraba el 170 aniversario de la Paz de Vergara.

## Obras
- Reseña historica sobre los preliminares del Convenio de Vergara, dedicada á las Córtes del Reino: Primeros pasos que se dieron con el teniente general D. Rafael Maroto, para prepararle á aquel acto.  Escritos por Martin Echaide.  Impr. de D. J. Llorente. Madrid, 1849 - 43 p.